# Хамза Аванг Амат
Хамза Аванг Амат (малайск. Hamzah Awang Amat; 1940, Кебакат, Келантан — 1 января 2001 года, Тумпат, Келантан) — малайзийский кукловод (даланг) теневого кукольного театра ваянг, Национальный деятель искусств Малайзии (1993). Среди друзей Пак Хамза.

## Краткая биография
Родился в семье потомственного кукловода. С детства помогал отцу вести спектакли ваянга. Учился также у известного даланга Аванга Лах Пандака (Awang Lah Pandak). С 1959 г. — музыкант в труппе Омара Юнуса. Позднее создал собственную труппу «Группа Верность» (Kumpulan Seri Setia). В 1971 г. посетил с гастролями 10 африканских и европейских стран, в 1973 - Турцию и Советский Союз, где выступал в Москве в театре кукол Сергея Образцова. С 1977 года в качестве приглашенного преподавателя читал лекции в Университете наук Малайзии (Пинанг) и в Национальной академии искусств (Куала-Лумпур). Наряду с деятельностью даланга выступал также в шаманских представлениях «майн петри» для излечения больных.

## Награды
- Государственная премия в области искусства (1983)
- Азиатская премия культуры Фукуока (2000)[4]

## Публикации
- Patricia Matusky, Hamzah Awang Amat. Muzik wayang kulit Kelantan. Pulau Pinang, Malaysia: The Asian Centre, 1998. ISBN 9839499041